# Labidostomis damavandensis
Labidostomis damavandensis is een keversoort uit de familie bladkevers (Chrysomelidae). De wetenschappelijke naam van de soort werd in 1984 gepubliceerd door Rapilly.